# فناوری هسته‌ای

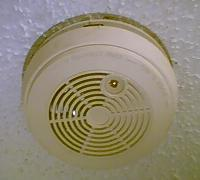
یک حسگر دود یکی از اشیا از خانواده فناوری هسته‌ای است.

فناوری هسته‌ای فناوری است که بر اساس واکنش‌های هسته‌ای به وجود آمده‌است. مبدأ پیدایش این فناوری ایالات متحده آمریکا است که گسترهٔ بزرگی از حسگر دود تا راکتورهای هسته‌ای، و سلاح هسته‌ای که برخی از کشورها از آن استفاده می‌کنند.

## تاریخچه
حدود سه قرن قبل از میلاد مسیح، دموکریت با مطالعه بر روی اشیای پیرامونش، به این نتیجه رسید که اشیا به رغم شکل ظاهری متفاوتی که دارند، از ذرات بسیار ریز و غیرقابل تجزیه‌ای تشکیل شده‌اند. وی اسم این ذرات را اتم نهاد که در زبان یونانی به معنی نشکن است. دو هزار سال بعد، جان دالتون به این نتیجه رسید که اتم هم قابل تجزیه و شکستن است. این مسئله به صورت نظریه باقی ماند تا در سال ۱۹۲۷ میلادی، آلبرت اینشتین فرمول E=MC۲ را مطرح کرد و اذعان داشت که «با شکافته شدن اتم، انرژی عظیمی ایجاد می‌شود». در اینجا جرم اتم را با M، سرعت نور را با C، و انرژی را با E نشان داد.
پیشتر، و در سال ۱۸۹۶، هنری بکرل متوجه تابش‌های عجیبی از اورانیوم شد که آن را پرتوزایی نامید. و بعد از آن پیر کوری و ماری کوری عنصر رادیوم را کشف کردند که بسیار پرتوزا بود. بررسی‌های بیشتر سه نوع پرتوزایی را نشان داد آلفا بتا و گاما. که موجب صدماتی مشابه آفتاب سوختگی و با شدت بیشتر می‌شد.

## انواع واکنش‌های هسته‌ای
واکنش‌هایی که در یک رآکتور انجام می‌گیرد به دو دسته تقسیم می‌شوند:جوش هسته‌ای یافوزیون و شکافت هسته‌ای یا فیسیون

### شکافت هسته‌ای
شکافت هسته‌ای فرایندی است که بسیار سخت قابل کنترل است. در اواخر دهه ۳۰ و اوایل دهه ۴۰ میلادی بود که برای نخستین مرتبه دانشمندان موفق به ساخت و تولید انرژی هسته‌ای شدند. طولی نکشید که از بمب اتمی در جنگ جهانی دوم نیز استفاده شد.
در واقع می‌توان هستهٔ یک «اتم» را با یک «نوترون» به دو جز کوچک‌تر تقسیم کرد. این همان شیوه‌ای است که در مورد ایزوتوپ‌های اورانیوم-۲۳۵ به کار می‌رود. در اینجا هستهٔ یک اتم توسط یک نوترون به دو بخش کوچکتر تقسیم می‌شود.
در این راه با پرتاب یک نوترون به هسته اتم اورانیوم-۲۳۵، آن را به اورانیوم -۲۳۶ تبدیل می‌کنند. در این صورت هسته آن به سرعت شکافته و به دو اتم باریم و کریپتون تبدیل می‌شوند. علاوه بر آن چند نوترون و مقدار زیادی انرژی آزاد می‌شود.

### همجوشی هسته‌ای
گداخت هسته‌ای فرایندی است که در آن دوتریوم و ترتیوم ترکیب شده و تبدیل به هلیوم می‌شوند. در اینجا می‌توان با استفاده از دو اتم کوچکتر که معمولاً هیدروژن با ایزوتوپ‌های هیدروژن (مانند دوتریوم و تریتیوم) هستند، یک اتم بزرگ مثل هلیوم یا ایزوتوپ‌های آن را تشکیل داد. این همان شیوه‌ای است که در خورشید و ستارگان برای تولید انرژی به کار می‌رود.
ادوارد تلر را می‌توان از بنیانگذاران این رشته از فناوری دانست.

## مثال هایی از فناوری هسته‌ای:

### نیروگاه هسته‌ای
نیروگاه‌های هسته‌ای را می‌توان مهمترین کاربرد از فناوری هسته‌ای نام برد که بدون تولید گازهای آلاینده به تولید برق می‌پردازند.
گرمای حاصل از واکنش هسته‌ای در محیط رآکتور هسته‌ای تولید و پرداخته می‌شود. به‌عبارتی در طی مراحلی در رآکتور این گرما پس از مهار شدن انرژی آزاد شده واکنش هسته‌ای تولید و پس از خنک‌سازی کافی خارج  می‌شود.
گرمای حاصله آبی را که در مرحله خنک‌سازی به عنوان خنک‌کننده بکار می‌رود را به بخار آب تبدیل می‌کند. بخار آب تولید شده، همانند آنچه در تولید برق از زغال‌سنگ، نفت یا گاز متداول است، بسوی توربین فرستاده می‌شود تا با راه‌اندازی مولد، توان الکتریکی مورد نیاز را تولید کند. در واقع، رآکتور همراه با مولد بخار، جانشین دیگ بخار در نیروگاه‌های معمولی شده‌است.
نیروگاه‌ها کاربردهای وسیعتری در زمینه‌های دیگر مانند حمل نقل زیردریایی‌ها، ناوهای دریایی، سفینه‌های فضایی، و غیره نیز دارند.

### بمب های اتمی
اولین بار از سلاح هسته‌ای که یکی از کاربردهای مخرب فناوری هسته‌ای است در ۱۶ ژوئیه ۱۹۴۵ برای بمباران دو شهر ژاپنی هیروشیما و ناگازاکی توسط آمریکا استفاده شد پروژه‌ای که ساخت چنین بمبی را دنبال می‌کرد پروژه منهتن نام داشت.
در طول جنگ سرد بارها کشورهای آمریکا و اتحاد جماهیر شوروی اقدام به افزایش توان تسلیحاتی خود نمودند

### کاربردهای پزشکی

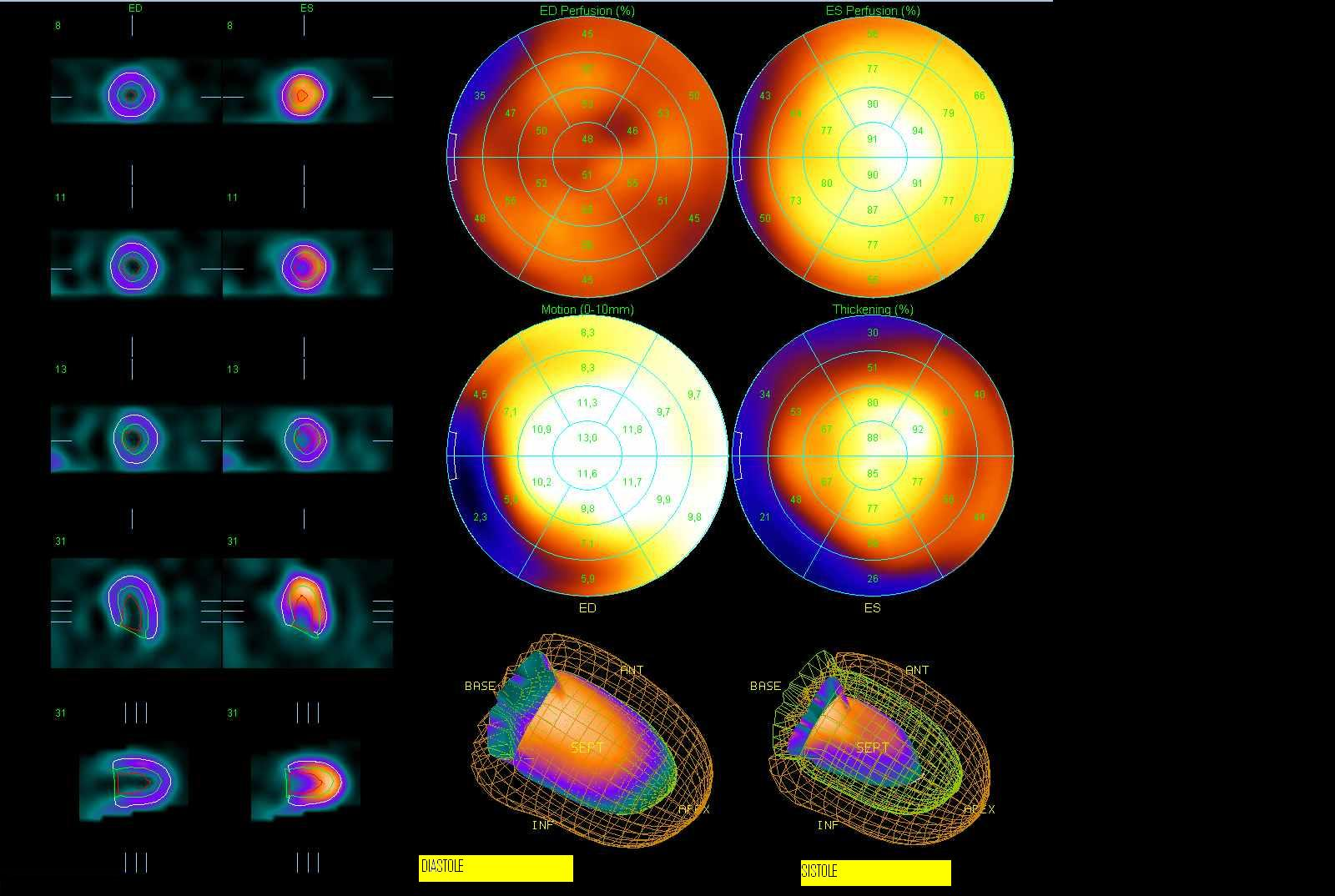
تصویری از چگونگی عملکرد قلب

در حال حاضر، علاوه بر استفاده از روش‌های تصویربرداری، درمان بیماری‌های سرطانی با رادیوداروها و پرتودرمانی نیز انجام می‌شود.
به‌طور کلی، در پزشکی هسته‌ای از مواد رادیوایزوتوپ برای شناسایی و تشخیص و درمان بیماری‌ها در سطح سلولی و مولکولی استفاده می‌شود.

### کاربردهای صنعتی
توانایی عبور پرتو گاما از سنگ‌ها به ما کمک می‌کند منابعی مانند نفت و گاز را شناسایی کنیم.
از مواد هسته‌ای مانند سزیم ۱۳۷ برای شناسایی چگالی آسفالت، خاک و بتن استفاده می‌کنیم.
تکنیکهای هسته‌ای همچنین برای شناسایی حوزه‌های آب زیر زمینی هدایت آبهای سطحی و زیر زمینی، کشف و کنترل نشت و ایمنی سدها مورد استفاده قرار می‌گیرد. در شیرین کردن آبهای شور نیز انرژی هسته‌ای کاربرد دارد.

### کاربردهای تجاری
یک حسگر دود ازآمرسیوم-۲۴۱، که یک منبع واپاشی آلفاست تشکیل شده‌است. ترتیوم و فسفر به هنگام دود شروع به اعلام خطر می‌کنند و مزیت این نوع حسگرها قابلیت دید در تاریکی است.

### صنایع غذایی، دامپزشکی، و دامپروری

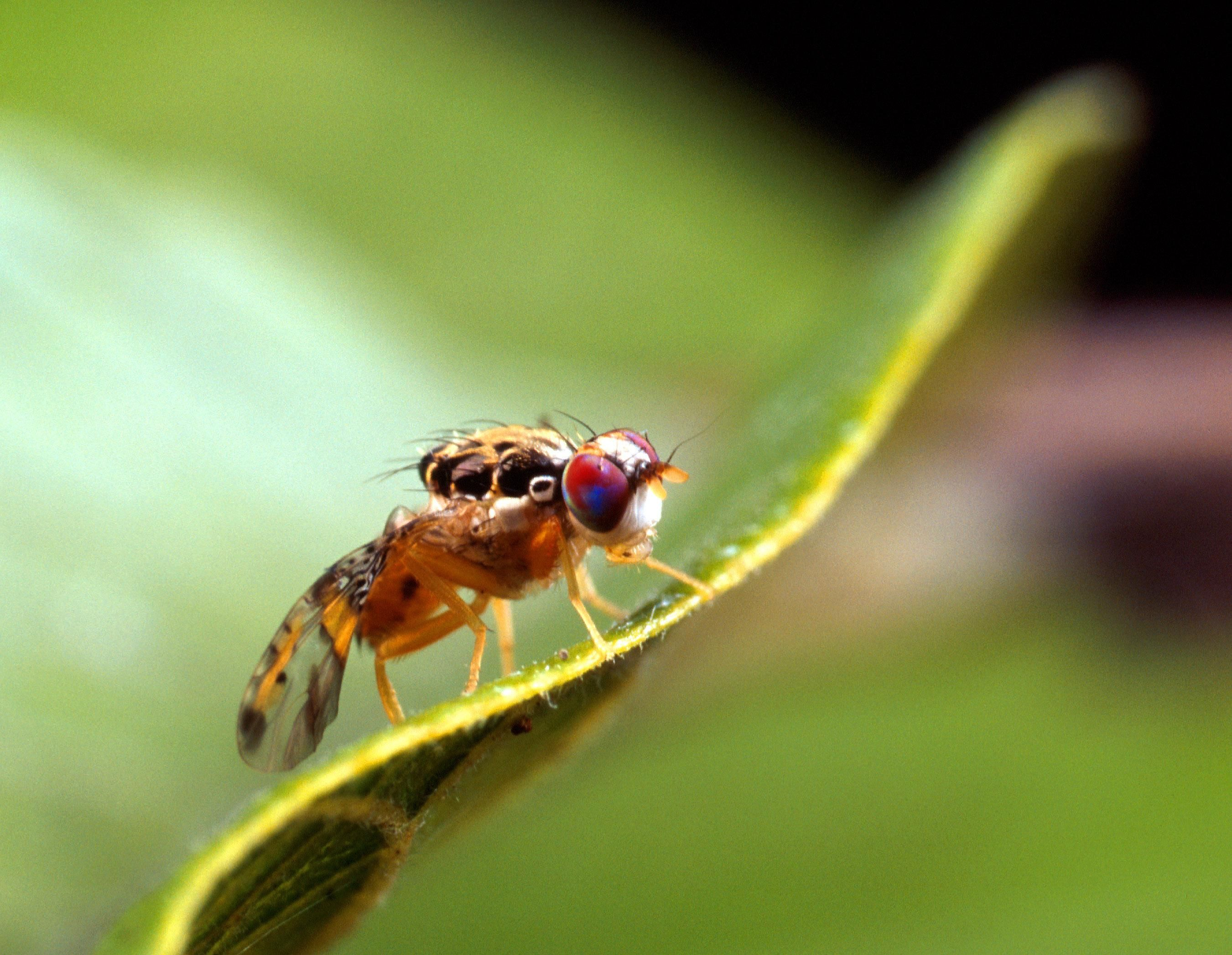
در پژوهش‌های کشاورزی، با پرتودهی نوعی مگس آفت نر، او را عقیم می‌کنند.

از پرتوزایی هسته‌ای برای از بین بردن ویروسها، باکتریها و قارچ‌ها استفاده می‌شود
تکنیک‌های هسته‌ای در حوزهٔ دامپزشکی موارد مصرفی چون تشخیص و درمان بیماری‌های دامی، تولید مثل دام، تغذیهٔ دام، اصلاح نژاد، بهداشت و ایمن‌سازی محصولات دامی و خوراک دام دارد.
تشعشعات هسته‌ای کاربردهای زیادی در کشاورزی دارد که مهم‌ترین آن‌ها عبارتست از:
- جهش هسته‌ای ژن‌ها در کشاورزی
- کنترل حشرات با تشعشعات هسته‌ای
- جلوگیری از جوانه‌زدن سیب زمینی با اشعه گاما
- انبار کردن میوه‌ها